# Lista över fornborgar i Västmanland
Detta är en lista över fornborgar i landskapet Västmanland registrerade i Fornminnesregistret. Det finns 52 fornminnen i Västmanland som är registrerade som fornborgar.

## Landskapsdelen i Västmanlands län
I den del av Västmanland som ligger i Västmanlands län finns det 48 fornminnen som är registrerade som fornborgar.
- För Arboga kommun, se även Lista över fornborgar i Närke
- För Kungsörs kommun, se även Lista över fornborgar i Södermanland
- För Sala kommun, se även Lista över fornborgar i Uppland

| RAÄ-nummer  | Kommun        | Namn                              | Koordinater                                             | Övrigt |
| ----------- | ------------- | --------------------------------- | ------------------------------------------------------- | --- |
| socken 17:1 | Arboga        | Halvardsborg                      | 59°22′40.97″N 15°46′31.41″Ö / 59.3780472°N 15.7753917°Ö | |
| 31:1        | Västerås      | Näsborgen                         | 59°38′34.02″N 16°51′44.61″Ö / 59.6427833°N 16.8623917°Ö | |
| 137:1       | Västerås      | Forkesta borg                     | 59°36′16.12″N 16°20′13.37″Ö / 59.6044778°N 16.3370472°Ö | |
| 205:1       | Västerås      | Lövstaborgen                      | 59°31′19.26″N 16°25′35.35″Ö / 59.5220167°N 16.4264861°Ö | |
| 253:1       | Västerås      | Skansberget                       | 59°36′50.65″N 16°22′13.68″Ö / 59.6140694°N 16.3704667°Ö | |
| 257:1       | Västerås      | Forhesta                          | 59°36′47.71″N 16°19′37.94″Ö / 59.6132528°N 16.3272056°Ö | |
| 10:1        | Sala          | Månsboborgen                      | 59°49′27.50″N 16°17′34.46″Ö / 59.8243056°N 16.2929056°Ö | |
| 65:1        | Sala          | -                                 | 59°49′42.72″N 16°20′54.32″Ö / 59.8285333°N 16.3484222°Ö | Belägen vid Väster-Vrenninge, strax norr om Hällsjön. |
| 1:1         | Västerås      | Åkerby skans                      | 59°48′2.59″N 16°27′24.58″Ö / 59.8007194°N 16.4568278°Ö  | |
| 19:1        | Köping        | Skansen                           | 59°30′38.22″N 15°49′52.52″Ö / 59.5106167°N 15.8312556°Ö | |
| 20:1        | Köping        | Kämplingen                        | 59°28′36.27″N 15°49′5.88″Ö / 59.4767417°N 15.8183000°Ö  | |
| 60:1        | Västerås      | Dybo borg                         | 59°34′7.07″N 16°39′13.74″Ö / 59.5686306°N 16.6538167°Ö  | |
| 63:1        | Köping        | Ringmossberget                    | 59°36′27.27″N 15°51′4.69″Ö / 59.6075750°N 15.8513028°Ö  | |
| 157:1       | Köping        | Bolströ borg                      | 59°32′0.02″N 15°51′2.84″Ö / 59.5333389°N 15.8507889°Ö   | |
| 176:1       | Köping        | -                                 | 59°32′0.00″N 15°51′20.83″Ö / 59.5333333°N 15.8557861°Ö  | Belägen ett par hundra meter öster om Bolströ borg (Kolsva 157:1). |
| 1:1         | Västerås      | Solviksborg                       | 59°33′4.16″N 16°47′32.49″Ö / 59.5511556°N 16.7923583°Ö  | |
| 56:1        | Västerås      | Ekevi borg                        | 59°33′43.84″N 16°43′8.94″Ö / 59.5621778°N 16.7191500°Ö  | |
| 154:1       | Västerås      | -                                 | 59°33′55.38″N 16°46′27.51″Ö / 59.5653833°N 16.7743083°Ö | Belägen vid Springsta, ett par km norr om Kärrbo kyrka. |
| 3:1         | Köping        | Kastena skans                     | 59°32′49.98″N 16°2′12.51″Ö / 59.5472167°N 16.0368083°Ö  | Borgen ligger på en moränhöjd. Den är 140 x 80 meter stor och omgärdad av stenmurar. I väster avgränsas den av ett brant stup. |
| 50:1        | Köping        | Korslöts skans eller Jätteberget  | 59°33′20.22″N 15°57′0.69″Ö / 59.5556167°N 15.9501917°Ö  | Borgen består av en för- och en huvudborg med ingångar. Den är 220 gånger 130 meter stor och omgärdad av stenmurar med en total längd på cirka 500 meter. I sydväst och öster avgränsas den av ett brant stup. |
| 79:1        | Köping        | Skoftesta skans                   | 59°30′38.60″N 15°56′48.98″Ö / 59.5107222°N 15.9469389°Ö | Borgen består av tre stenmurar med en total längd på 915 meter. Den är 140 x 120 meter stor och totalt har det använts 4000 kubikmeter sten till anläggningen. Den anlades troligen under romersk järnålder. Vid en utgrävning år 1929 fann man bland annat vävtyngder, lerkärlsbitar, en bennål, en glaspärla och järnbitar.                                                               |
| 36:1        | Västerås      | -                                 | 59°37′18.88″N 16°22′8.25″Ö / 59.6219111°N 16.3689583°Ö  | Belägen på Liljansberget, strax norr om Skansberget (Dingtuna 253:1). |
| 1:1         | Köping        | -                                 | 59°32′53.54″N 16°9′55.66″Ö / 59.5482056°N 16.1654611°Ö  | Belägen vid Törunda, ett par km nordöst om Munktorp. |
| 24:1        | Köping        | Stenbyborg                        | 59°31′36.25″N 16°11′51.43″Ö / 59.5267361°N 16.1976194°Ö | |
| 118:1       | Köping        | Visberget                         | 59°34′44.19″N 16°6′32.63″Ö / 59.5789417°N 16.1090639°Ö  | Fler bilder |
| 172:1       | Köping        | Ringmursberget eller Hogsta skans | 59°28′55.35″N 16°6′56.90″Ö / 59.4820417°N 16.1158056°Ö  | Man kan skönja att skansen haft delvis lodräta väggar. |
| 70:1        | Köping        | Stålberget                        | 59°35′17.55″N 15°59′5.41″Ö / 59.5882083°N 15.9848361°Ö  | |
| 71:1        | Köping        | Nogsta skans                      | 59°37′14.47″N 15°59′33.80″Ö / 59.6206861°N 15.9927222°Ö | |
| 144:1       | Köping        | Grävlingsberget                   | 59°35′17.89″N 16°0′6.13″Ö / 59.5883028°N 16.0017028°Ö   | |
| 161:1       | Köping        | Sjöhagsberget                     | 59°38′4.22″N 15°55′15.34″Ö / 59.6345056°N 15.9209278°Ö  | |
| 67:1        | Västerås      | -                                 | 59°41′53.87″N 16°31′33.69″Ö / 59.6982972°N 16.5260250°Ö | Belägen vid Strömsborg, mellan Skultuna och Lycksta. |
| 111:1       | Västerås      | Sjöboborgen                       | 59°44′31.77″N 16°30′35.52″Ö / 59.7421583°N 16.5098667°Ö | |
| 23:1        | Västerås      | Sorbyborg                         | 59°29′47.75″N 16°19′15.30″Ö / 59.4965972°N 16.3209167°Ö | Borgen är ca 100 x 100 m i diameter. 20 meter över havet. Den är uppbyggd av ett flertal murar med en inre huvudmur och är omgiven av ett system av förborgar; en inre och en yttre förborg, utanför vilken mindre stensträngar löper. Borgen har delvis bevarad kallmurning. Sorby borg antas ha varit en farledborg för att skydda den forntida viken in mot Rytterne kyrka. Fler bilder. |
| 63:1        | Västerås      | Vallbyborg                        | 59°31′40.99″N 16°22′7.28″Ö / 59.5280528°N 16.3686889°Ö  | |
| 84:1        | Västerås      | Tidöborgen                        | 59°30′15.14″N 16°28′0.01″Ö / 59.5042056°N 16.4666694°Ö  | |
| 87:1        | Västerås      | Vikhusborgen                      | 59°29′52.29″N 16°25′57.61″Ö / 59.4978583°N 16.4326694°Ö | |
| 97:1        | Västerås      | -                                 | 59°29′38.97″N 16°23′17.09″Ö / 59.4941583°N 16.3880806°Ö | Belägen vid Råby, cirka 2 km öster om Rytterne kyrka. |
| 9:1         | Västerås      | Gullboborg                        | 59°46′57.21″N 16°40′7.94″Ö / 59.7825583°N 16.6688722°Ö  | |
| 124:1       | Västerås      | Kampberget                        | 59°43′39.66″N 16°23′50.42″Ö / 59.7276833°N 16.3973389°Ö | |
| 58:1        | Surahammar    | Sura skans                        | 59°41′54.35″N 16°11′9.59″Ö / 59.6984306°N 16.1859972°Ö  | Kallas i folkmun för Suraborgen. |
| 174:1       | Hallstahammar | Skantzen                          | 59°36′43.67″N 16°12′43.57″Ö / 59.6121306°N 16.2121028°Ö | |
| 47:1        | Hallstahammar | -                                 | 59°32′25.40″N 16°16′58.01″Ö / 59.5403889°N 16.2827806°Ö | Belägen vid Utnäs, strax norr om Strömsholms slott. |
| 81:1        | Hallstahammar | Borgby skans                      | 59°33′44.30″N 16°15′47.09″Ö / 59.5623056°N 16.2630806°Ö | Borgen har dubbla murar, en inre ca 150 meter lång och en yttre ca 250 meter lång. Kallmurning är ännu synlig på flera ställen. Inga spår av några kulturlager finns i borgen, och den har troligen varit i sparsamt bruk. Fler bilder. |
| 40:1        | Västerås      | Bäjby borg                        | 59°44′48.80″N 16°38′26.54″Ö / 59.7468889°N 16.6407056°Ö | |
| 60:1        | Västerås      | Rönnby borg                       | 59°38′44.11″N 16°30′46.09″Ö / 59.6455861°N 16.5128028°Ö | Beläget i Rönnbyskogen. Där har det antagligen legat en fornborg under järnåldern. Man har aldrig hittat några föremål eller andra efterlämningar från järnåldern i borgen. |
| 262:1       | Västerås      | Berghagen                         | 59°35′43.71″N 16°26′28.21″Ö / 59.5954750°N 16.4411694°Ö | Belägen strax väster om bostadsområdet Skälby. Borgen är 150 x 90 meter stor och avgränsas i sydväst av ett brant stup och åt övriga håll av stenmurar. Murarna är totalt 200 meter långa, 1–3 meter breda och 0.5-0.75 meter höga. Inom borgområdet finns stenanhopningar, som kan tänkas vara rester efter någon form av bebyggelse.                                                      |
| 304:1       | Västerås      | Önstensborg                       | 59°34′23.59″N 16°30′36.25″Ö / 59.5732194°N 16.5100694°Ö | |
| Skedvi 22:1 | Köping        | Jättekyrkan                       | 59°35′55.11″N 15°40′8.70″Ö / 59.5986417°N 15.6690833°Ö  | |

## Landskapsdelen i Örebro län
I den del av Västmanland som ligger i Örebro län finns det 4 fornminnen som är registrerade som fornborgar.
| RAÄ-nummer | Kommun     | Namn                              | Koordinater                                             | Övrigt |
| ---------- | ---------- | --------------------------------- | ------------------------------------------------------- | --- |
| 78:1       | Lindesberg | Borfona skans eller Bårfåna skans | 59°27′26.95″N 15°36′35.08″Ö / 59.4574861°N 15.6097444°Ö | Borgen ligger på en liten höjd och avgränsas i väster av ett stup och i övrigt av stenmurar. Stenmuren är cirka 115 meter lång, 1,2 meter bred och 0,7 meter hög och är till stor del raserad. Det finns en ingång till borgen, vars storlek är cirka 45 x 25 meter. |
| 126:1      | Lindesberg | Finnåkers skans                   | 59°32′57.83″N 15°32′6.27″Ö / 59.5493972°N 15.5350750°Ö  | |
| 223:1      | Lindesberg | Romare skans                      | 59°29′28.96″N 15°27′31.60″Ö / 59.4913778°N 15.4587778°Ö | |
| 84:1       | Nora       | Tistaborg                         | 59°27′23.55″N 15°8′24.55″Ö / 59.4565417°N 15.1401528°Ö  | Fler bilder |

## Fotnoter
1. ↑  ”Riksantikvarieämbetet Fornsök”. Arkiverad från originalet den 1 juli 2016. https://web.archive.org/web/20160701192016/http://www.fmis.raa.se/cocoon/fornsok/search.html. Läst 27 februari 2015.
2. 1 2 3  Ullvin Andersson, Maria (????). Skoftesta skans med omnejd. Göteborg. Libris 13876229
3. ↑  ”Munktorps hembygdsförening”. Arkiverad från originalet den 5 november 2014. https://web.archive.org/web/20141105090950/http://www.bygdegardarna.se/munktorp/start-2/om-bygden/#. Läst 5 november 2014.
4. ↑  ”Suraborgen”. Surahammars kommun. Surahammars kommun. Arkiverad från originalet den 1 februari 2017. https://web.archive.org/web/20170201235025/http://surahammar.se/finska/etusivu/kulttuurivapaaaikaturismi/turismi/nahtavyyksia/suraborgen.4.11165b2c13cf48416de3bad.html. Läst 20 januari 2017.